# Curt Siegel (Architekt)
Curt Siegel (* 11. März 1911 in Brüssel; † 16. April 2004 in Dornbirn) war ein deutscher Architekt und Ingenieur.

## Leben
Curt Siegel war der Sohn des deutschen Holz- und Steinbildhauers Curt Siegel (1881–1950). Er studierte Architektur und Bauingenieurwesen an der Technischen Hochschule Dresden. 1936 wurde er dort promoviert. Während des Zweiten Weltkriegs war er als Architekt in Magdeburg tätig. 1946 erhielt Siegel einen Ruf auf den Lehrstuhl „Statik für Architekten“ an die Hochschule für Baukunst in Weimar. 1950 erhielt er einen Ruf an die Technische Hochschule Stuttgart; er flüchtete aus der gerade gegründeten DDR. In Stuttgart war er Ordinarius, zunächst für die Fächer Statik und Baukonstruktion, später auch noch Industriebau, schließlich Tragkonstruktionen und konstruktives Entwerfen. Siegel war zwischen 1965 und 1968 mit mehrwöchigen Seminarreihen auch an fünf lateinamerikanischen Universitäten tätig. 1970 wurde er emeritiert.

## Wirken
Siegel wurde bekannt mit seinen didaktischen Ansätzen in der Architektenausbildung, insbesondere in der Tragwerkslehre. Seine grundlegenden Lehrkonzepte, bildhaften Anschauungen und eher intuitiv erschlossenes Wissen zu den elementaren Wirkungsprinzipien lasttragender Strukturen haben heute noch Gültigkeit.
Sein Lehrbuch „Strukturformen der modernen Architektur“ aus dem Jahre 1960 wurde in elf Sprachen übersetzt.
Curt Siegel wurde 1968 an der Universität von Lima in Peru und 1982 an der RWTH Aachen die Ehrendoktorwürde verliehen.

## Arbeit
Er gründete 1953 zusammen mit Rudolf Wonneberg ein eigenes Büro. Bekannte Bauten sind die Fertigungstechnischen Institute für Maschinenwesen, das Institut für Statik und Dynamik der Luft- und Raumfahrtkonstruktionen sowie – gemeinsam mit Rolf Gutbier und Günter Wilhelm – das Kollegiengebäude I der Universität Stuttgart. Des Weiteren auch das Staatliche Museum für Naturkunde Stuttgart am Stuttgarter Löwentor und die Hanns-Martin-Schleyer-Halle.
Siegel war zudem engagiert für den Wiederaufbau der Dresdner Frauenkirche. Als junger Architekt hatte er damals die Rissbilder in dem über 200 Jahre alten Kuppelgewölbe dokumentiert.

## Schriften
- mit Rudolf Wonneberg: Bau- und Betriebskosten von Büro- und Verwaltungsbauten. 1979, ISBN 3-7625-1246-9.
- mit Kurd Alsleben, Erhard Büttner, Claus W. Hess, Wolfgang Schnelle, Rudolf Wonneberg: Bürohaus als Großraum. Büroneubau der C. F. Boehringer & Soehne GmbH, Mannheim. Zielsetzung, Planung und Erfahrung.
- Strukturformen der modernen Architektur. Callwey, 1984, ISBN 3-7667-0171-1.